# DJ Zegon
DJ Zegon ou Zé Gonzales, nomes artísticos de José Henrique Castanho de Godoy Pinheiro (São Paulo, 26 de abril de 1969), é um DJ e produtor de música eletrônica e hip-hop brasileiro.
Iniciou a carreira no início da década de 1990 como DJ da banda de hip-hop Planet Hemp. Nos anos 2000, fez parceria com o DJ e produtor californiano Squeak E. Clean, no projeto  N.A.S.A. Atualmente faz parte do grupo de música eletrônica Tropkillaz, ao lado do também DJ e produtor  André Laudz.